# Сабин (лунный кратер)
Кратер Сабин (лат. Sabine) — крупный ударный кратер в юго-западной части Моря Спокойствия на видимой стороне Луны. Название присвоено в честь английского физика и математика Эдварда Сэбина (1788—1883) и утверждено Международным астрономическим союзом в 1935 г. Образование кратера относится к раннеимбрийскому периоду.

## Описание кратера

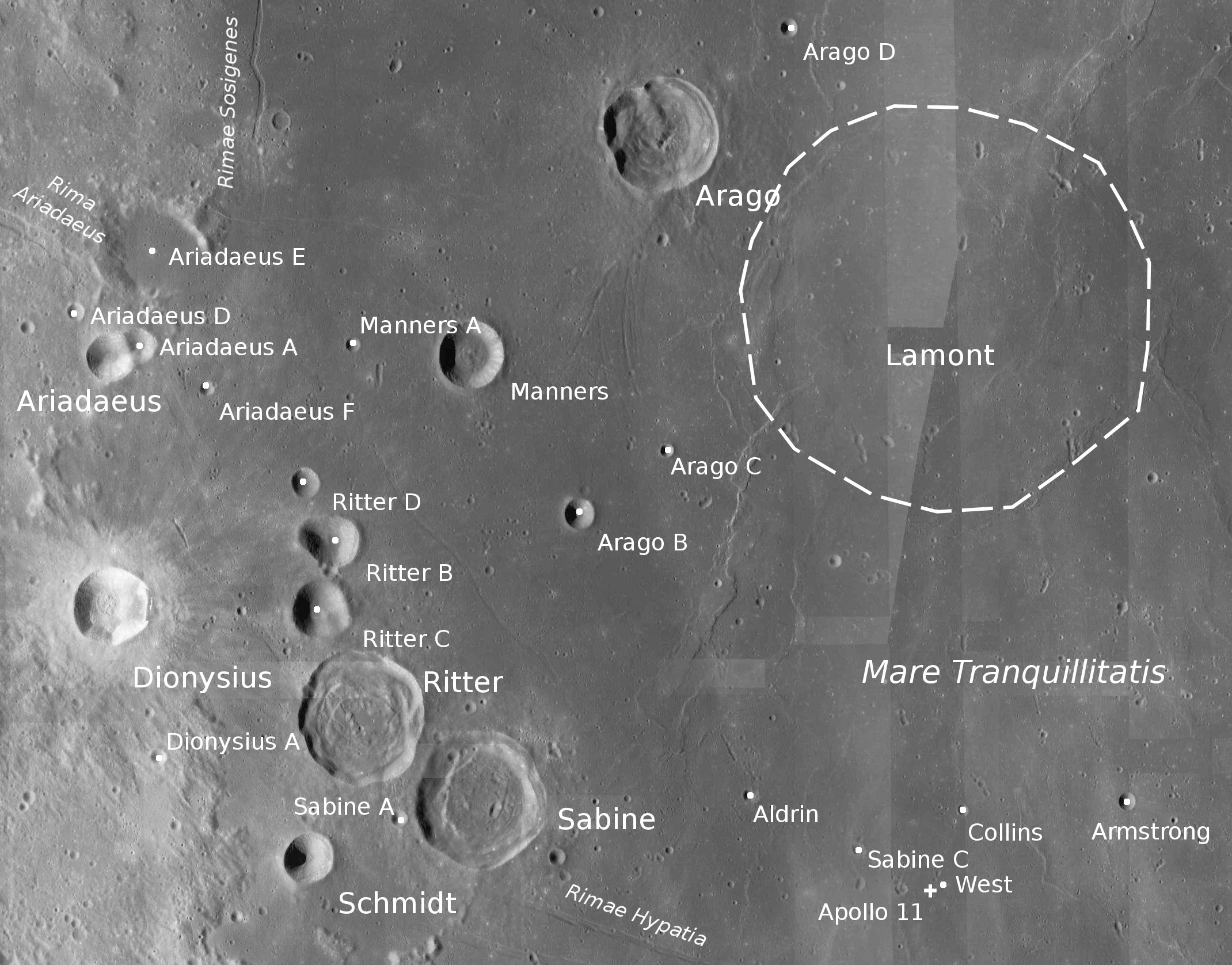
Окрестности кратера Сабин. Снимок зонда Lunar Reconnaissance Orbiter.

Ближайшими соседями кратера Сабин являются кратер Риттер на северо-западе (валы кратеров Риттер и Сабин разделяет долина шириной несколько километров); кратер Маннерс на севере; кратер Олдрин на востоке и кратер Шмидт на западе-юго-западе. На юго-востоке от кратера располагаются борозды Ипатии. Селенографические координаты центра кратера 1°23′ с. ш. 20°04′ в. д. / 1,38° с. ш. 20,07° в. д., диаметр 29,8 км, глубина 1400 м.
Кратер Сабин имеет полигональную форму и практически не разрушен. Вал с четко очерченной кромкой, внутренний склон вала с следами обрушения, в северо-западной части внутреннего склона находится пара мелких кратеров. Дно чаши пересеченное, с несколькими хребтами концентричными по отношению к валу и отдельно стоящими холмами. На юго-востоке от центра чаши расположен маленький эллиптичный кратер. По морфологическим признакам кратер относится к типу TRI (по названию типичного представителя этого класса — кратера Триснеккер).
Кратер имеет незначительную глубину, так же как и схожий с ним по морфологическим признакам кратер Риттер. По этой причине, также как и ввиду видимого отсутствия радиальных выбросов пород и вторичных кратеров, расположения вблизи грабена (борозды Ипатии), высказывалось предположение, что оба кратера являются вулканическими кальдерами. С позиций сегодняшнего дня небольшая глубина кратера объясняется изостатическим поднятием пород, обусловленным небольшой толщиной лунной коры в бассейне Моря Спокойствия и большими температурами лавы, снизившими её вязкость, что позволило области дна чаши кратера быстрее прийти к состоянию изостатического равновесия с породами бассейна.

## Сателлитные кратеры
| Сабин | Координаты                                          | Диаметр, км |
| ----- | --------------------------------------------------- | ----------- |
| A     | 1°14′ с. ш. 19°28′ в. д. / 1,24° с. ш. 19,46° в. д. | 3,7         |
| C     | 1°01′ с. ш. 22°55′ в. д. / 1,02° с. ш. 22,92° в. д. | 2,8         |

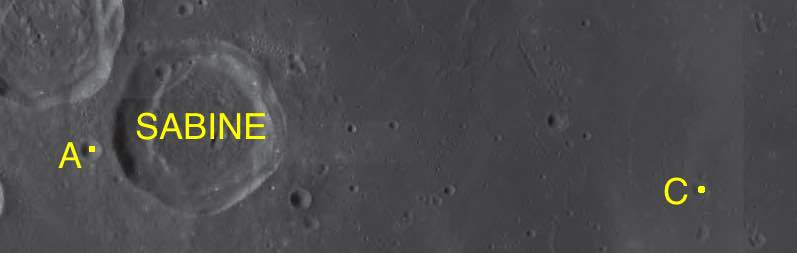
Фрагмент карты LAC-60.

- Сателлитный кратер Сабин B в 1970 г. переименован Международным астрономическим союзом в кратер Олдрин.
- Сателлитный кратер Сабин D в 1970 г. переименован Международным астрономическим союзом в кратер Коллинз.
- Сателлитный кратер Сабин E в 1970 г. переименован Международным астрономическим союзом в кратер Армстронг.

## Галерея

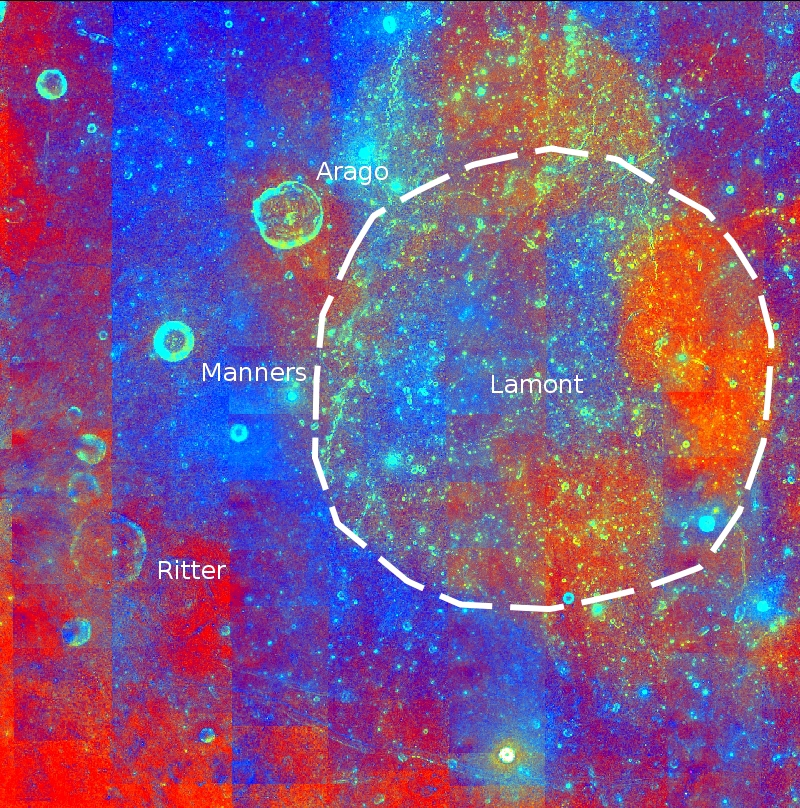
Снимок камеры ультрафиолетового/видимого спектра зонда Clementine.
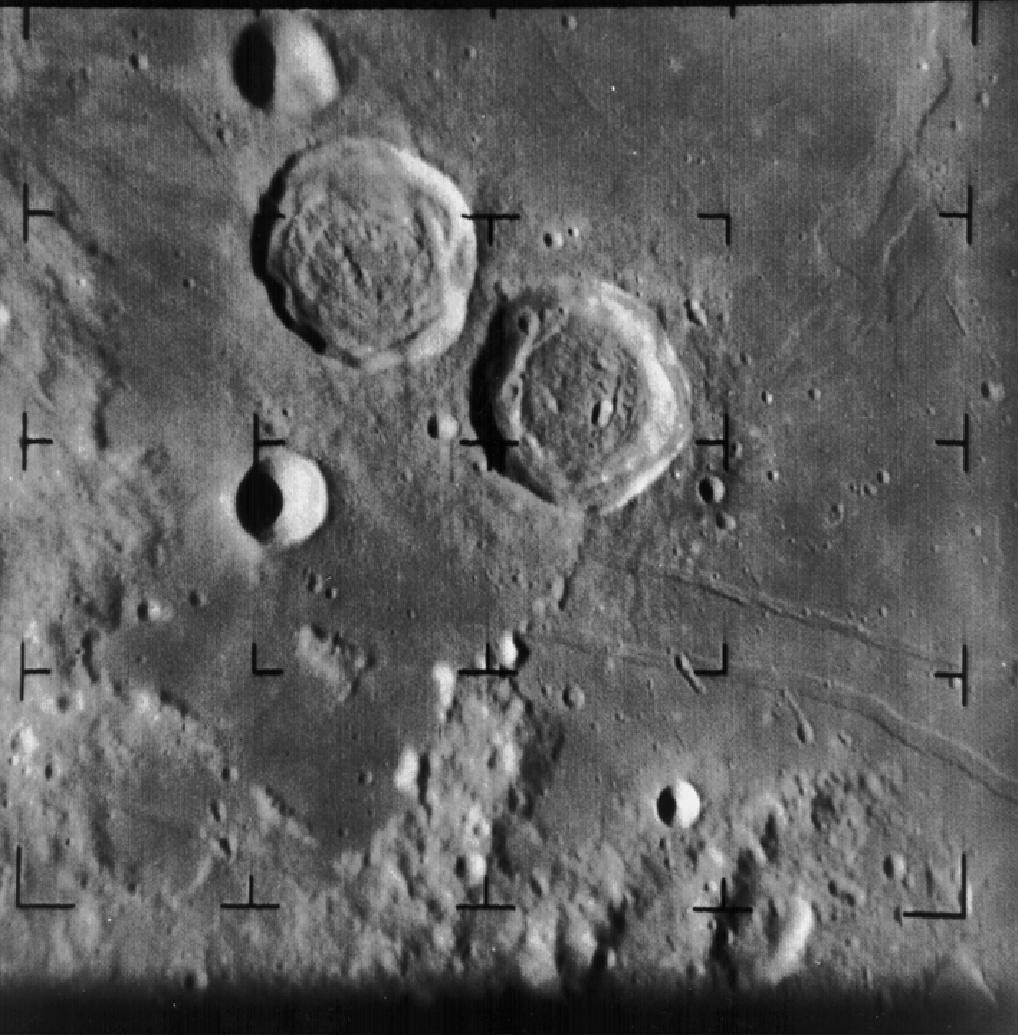
Снимок кратеров Риттер и Сабин с борта зонда «Рейнджер-8».
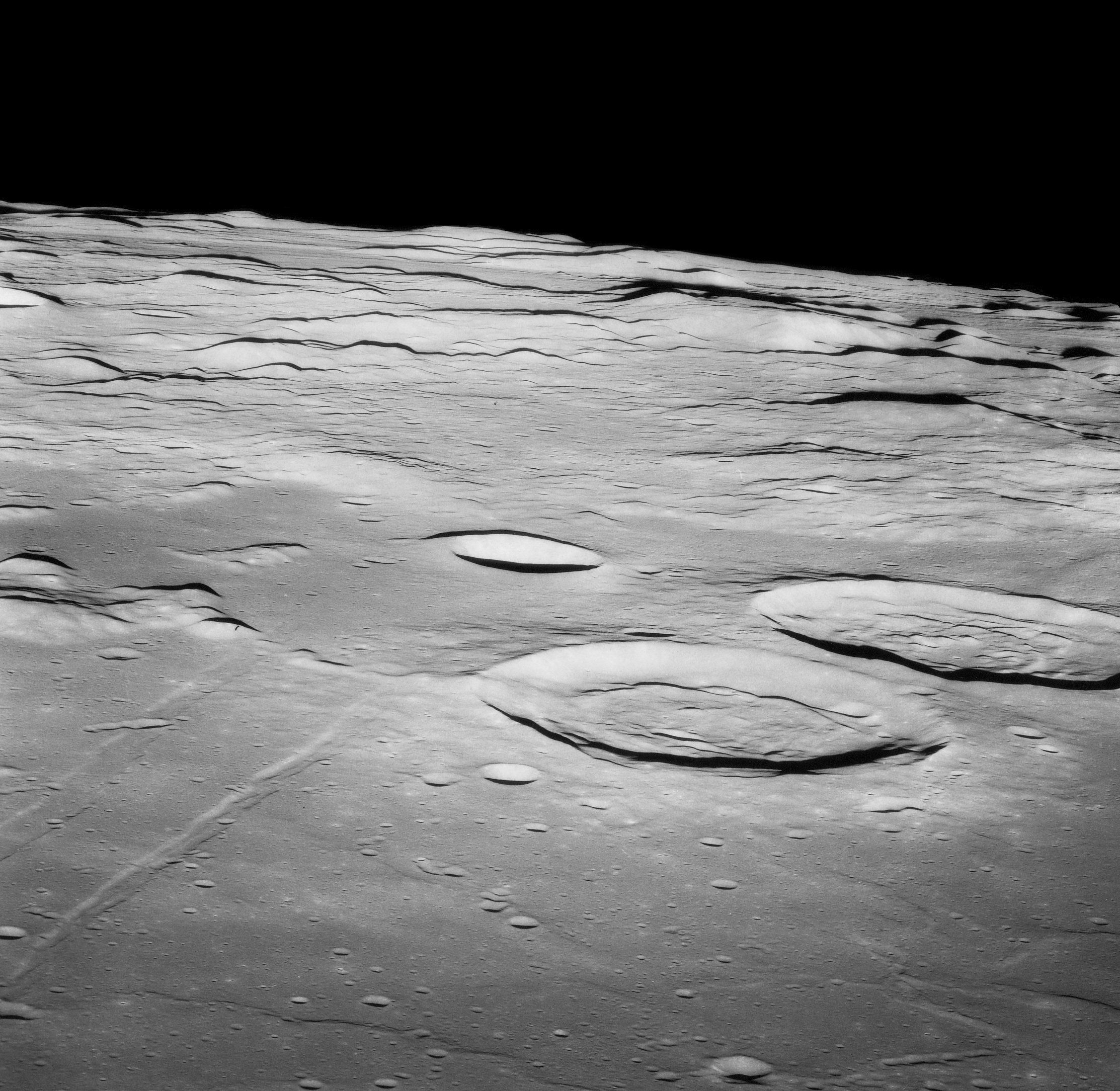
Снимок кратеров Риттер и Сабин (на переднем плане) с борта Аполлона-11. В нижней левой части снимка видны борозды Ипатии, в центре – кратер Шмидт.

## См.также
- Список кратеров на Луне
- Лунный кратер
- Морфологический каталог кратеров Луны
- Планетная номенклатура
- Селенография
- Минералогия Луны
- Геология Луны
- Поздняя тяжёлая бомбардировка